# Santa Cruz Warriors 2016-2017
La stagione 2016-17 dei Santa Cruz Warriors fu l'11ª nella NBA D-League per la franchigia.
I Santa Cruz Warriors arrivarono secondi nella Pacific Division con un record di 31-19. Nei play-off persero i quarti di finale con gli Oklahoma City Blue (2-1).

## Roster
| N° | Naz.                   | Ruolo | Sportivo          | Anno | Alt. | Peso |
| -- | ---------------------- | ----- | ----------------- | ---- | ---- | ---- |
| 0  | Stati Uniti (bandiera) | G     | Patrick McCaw     | 1995 | 201  | 84   |
| 1  | Stati Uniti (bandiera) | A     | James Southerland | 1990 | 203  | 100  |
| 2  | Stati Uniti (bandiera) | G     | Jabari Brown      | 1992 | 193  | 92   |
| 3  | Stati Uniti (bandiera) | G     | Alex Hamilton     | 1993 | 193  | 88   |
| 5  | Stati Uniti (bandiera) | C     | Damian Jones      | 1995 | 213  | 111  |
| 7  | Stati Uniti (bandiera) | A     | Cleanthony Early  | 1991 | 203  | 95   |
| 8  | Francia (bandiera)     | G     | Carl Ona Embo     | 1989 | 188  | 85   |
| 9  | Stati Uniti (bandiera) | G     | Cameron Jones     | 1989 | 193  | 84   |
| 11 | Stati Uniti (bandiera) | GA    | Terrence Drisdom  | 1992 | 196  | 79   |
| 13 | Stati Uniti (bandiera) | A     | LaDontae Henton   | 1992 | 198  | 98   |
| 14 | Stati Uniti (bandiera) | GA    | Scott Wood        | 1990 | 196  | 79   |
| 15 | Bahamas (bandiera)     | GA    | Mychel Thompson   | 1985 | 201  | 98   |
| 17 | Stati Uniti (bandiera) | A     | Ferrakohn Hall    | 1990 | 203  | 100  |
| 21 | Nigeria (bandiera)     | C     | Chris Obekpa      | 1993 | 206  | 104  |
| 23 | Stati Uniti (bandiera) | A     | Elgin Cook        | 1993 | 196  | 95   |
| 26 | Stati Uniti (bandiera) | G     | Phil Pressey      | 1991 | 180  | 80   |
| 32 | Stati Uniti (bandiera) | C     | Jaleel Roberts    | 1992 | 216  | 113  |
| 36 | Stati Uniti (bandiera) | A     | Kevon Looney      | 1996 | 206  | 100  |
| 42 | Stati Uniti (bandiera) | C     | Dennis Clifford   | 1992 | 216  | 118  |
|    | Stati Uniti (bandiera) | AC    | Diamond Stone     | 1997 | 211  | 116  |
|    | Stati Uniti (bandiera) | A     | Keith Steffeck    | 1989 | 206  | 89   |

## Staff tecnico
- Allenatore: Casey Hill
- Vice-allenatore: Ross McMains, Kelly Peters